# Yoel Hernández
Yoel Alejandro Hernández (Ciudad Bolívar, Bolívar, Venezuela, 15 de abril de 1980) es un lanzador de relevo venezolano de Grandes Ligas que juega para los Filis de Filadelfia, y en la LVBP para los Leones del Caracas.
Según la revista Baseball America, Hernández tiene el mejor slider de la organización de los Filis. Firmó en 1998 como un agente libre y se añadió a la lista de 40 jugadores antes de la temporada 2005. Desde el 2000 hasta 2006, envió un registro de 34-36 con un 3.45 ERA y 17 salvados en 204 partidos. En 2000, fue seleccionado para el juego de las Estrellas con la Liga de la Costa del Golfo.
Hernández comenzó 2007 con la Triple-A, Lynx de Ottawa, yendo 1-0, 1.74, 6, antes de unirse a los Filis de mayo como un sustituto del lesionado Tom Gordon. En 2008, lanzó en la Liga Mexicana para la Vaqueros Laguna.
El 17 de diciembre de 2008, volvió a firmar con los Filis.
En Venezuela inició su carrera en el año 2000 con las Águilas del Zulia. Llega a los Navegantes del Magallanes por la vía de un cambio en el año 2008, mas en 2015 pasa a los Tiburones de La Guaira en cambio por el lanzador Héctor Nelo. Ese mismo año este último equipo también lo deja libre y finalmente firma con los Leones del Caracas. Mas al año siguiente es nuevamente dejado libre y actualmente no milita con equipo alguno.